# ブラーマグプタの公式
ブラーマグプタの公式（ブラーマグプタのこうしき、英: Brahmagupta's formula）とは、円に内接する四角形の四辺の長さからその四角形の面積を求める公式である。

## 概要
ブラーマグプタの公式は、7世紀にインドの数学者ブラーマグプタがヘロンの公式の一般化として得た定理である。ヘロンの公式は三角形の3辺の長さから三角形の面積を求める公式であるが、ブラーマグプタの公式は四角形の 4辺の長さから内接四角形の面積を求める公式である。ただし、 3辺の長さが等しい三角形同士は合同になることから、三角形は 3辺の長ささえ分かれば形が確定し面積が決まるが、四角形の場合は辺の長さだけが決まってもその形を決めることはできず面積は決まらない。したがって、ブラーマグプタの公式では円に内接する四角形であるという条件を付けることで四角形の面積を確定することになる。しかしながら、ブラーマグプタ自身は円に内接するという条件を明示していないため、不正確な公式としてのみ記録に残っている。

## 公式
四角形 ABCD があるとする。辺の長さを AB = a, BC = b, CD = c, DA = d とし、s を当該四角形の半周長とする。
このとき、四角形 ABCD が円に内接する、すなわち頂点の A, B, C, D が円の円周上にあるとするならば、四角形 ABCD の面積 S は
{\displaystyle S={\sqrt {(s-a)(s-b)(s-c)(s-d)}}}
と等しい。この等式をブラーマグプタの公式という。
三角形を四角形の特別な場合と見て a = 0 とし、この定理の条件の円を三角形の外接円と考えればヘロンの公式が得られる。
さらにこの四角形 ABCD が円に外接するとき、いわゆる双心四角形の面積 S は
S = √abcd
と表せる。内接円を持つ四角形の性質とブラーマグプタの公式を利用して得られる簡潔な公式である。
さらに一般化して円に内接しない四角形の面積を求める公式も知られている。四角形 ABCD の対角の和、たとえば ∠ABC + ∠CDA の半分を t とすると
{\displaystyle S={\sqrt {(s-a)(s-b)(s-c)(s-d)-abcd\cos ^{2}t}}}
が成り立つ。この公式をブレートシュナイダーの公式と呼ぶ。もし、四角形 ABCD が円に内接するならば、対角の和は 180° となるから t = 90° であり cos t = 0 となるため、ブラーマグプタの公式が得られる。

## 証明
円 O に内接する四角形の頂点を A, B, C, D とし
AB = a, BC = b, CD = c, DA = d
とする。∠ABC = t と置くと、内接四角形の定理から ∠CDA = 180° − t となる。ここで三角形の面積の公式より
△ABC = (1/2) ab sint
△CDA = (1/2) cd sin(180° − t) = (1/2)cd sint
従って
四角形ABCDの面積 = △ABC + △CDA
= (1/2) ab sin t + (1/2) cd sin t
= (1/2)(ab + cd) sin t … (1)
また、余弦定理によれば
AC2 = a2 + b2 − 2ab cos t
AC2 = c2 + d2 − 2cd cos(180° − t) = c2 + d2 + 2cd cos t
この二式より cos t を求めると
{\displaystyle \cos t={\frac {a^{2}+b^{2}-c^{2}-d^{2}}{2(ab+cd)}}}
となるので
(ab + cd)(1 − cost) = 2(s − a)(s − b)
(ab + cd)(1 + cost) = 2(s − c)(s − d)
辺々掛けて、(ab + cd)2 sin2t = 4(s − a)(s − b)(s − c)(s − d)
ゆえに (1) より四角形 ABCD の面積は
{\displaystyle {\frac {1}{2}}(ab+cd)\sin t={\sqrt {(s-a)(s-b)(s-c)(s-d)}}}
となる。
なお一般化されたブレートシュナイダーの公式も、同様に余弦定理を用いて証明可能である。